# Икрамов, Мирзамурод Бердимуродович
Мирзамурод Бердимуродович Икрамов (узб. Ikramov Mirzamurod Berdimurodovich; род. в 1949 году) — узбекский агроном и государственный деятель, хоким Ташкентской области (9 декабря 1993 — 9 января 1995).

## Биография
Икрамов окончил Ташкентский сельскохозяйственный институт и Ташкентскую высшую партийную школу.
Трудовую деятельность начал в 1966 году электриком треста «Узэлектромонтаж» города Алмалык, затем работал заведующим клуба учхоза и агрономом в Уртачирчикском районе. Позже, в течение шести лет, работал во Всесоюзном ленинском коммунистическом союзе молодёжи. С 1981 года занимал руководящие партийные должности: председатель Уртачирчикского районного комитета народного контроля, председатель Букинского райисполкома, председатель Уртачирчикского райооного Совета народных депутатов.
С февраля 1992 года хоким Уртачирчикского района Ташкентской области, депутат Ташкентского областного Совета народных депутов. 9 декабря 1993 по указу президента Узбекистана Ислама Каримова был назначен хокимом Ташкентской области.